# Maserati Quattroporte IV

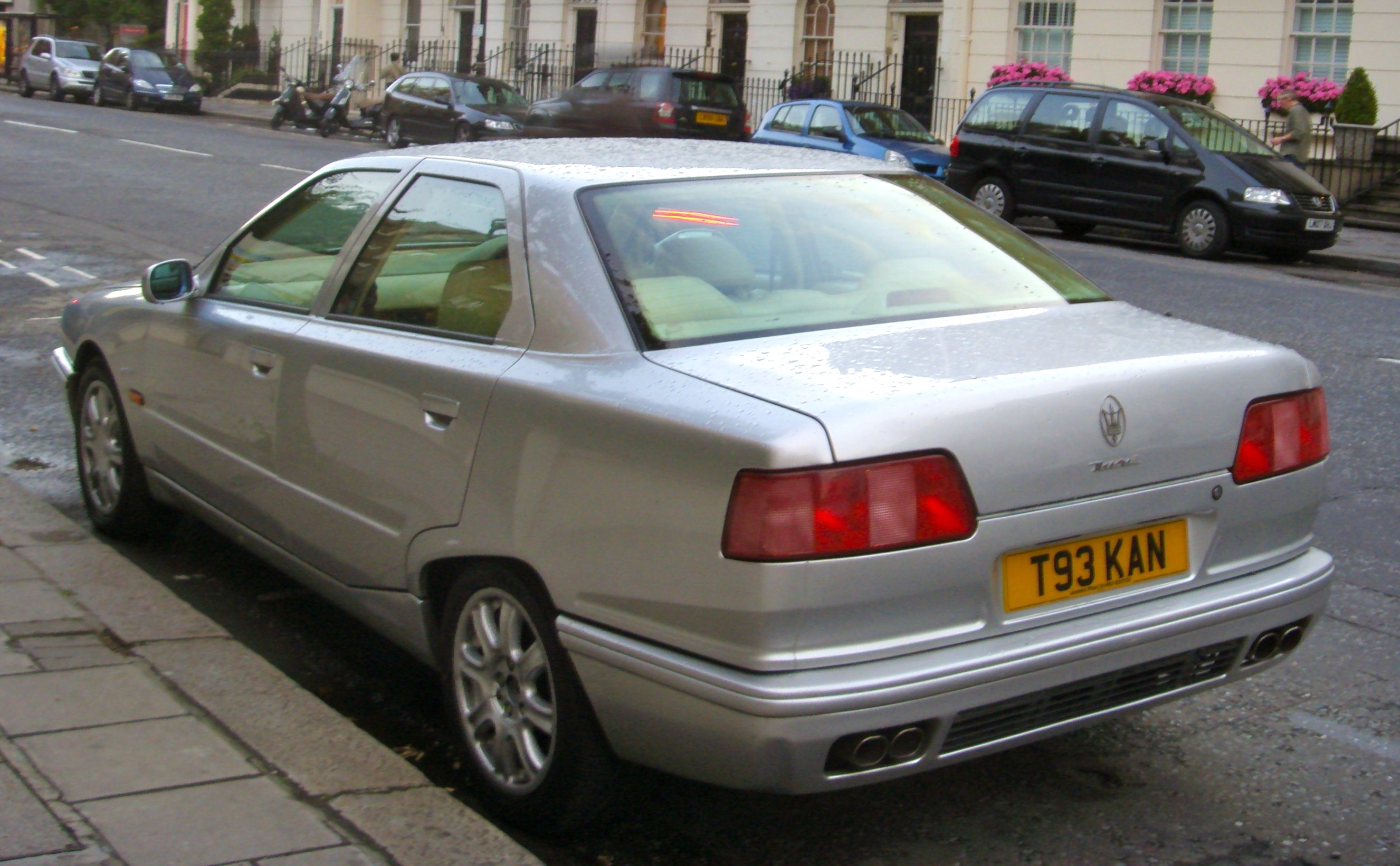
Hohe Heckpartie: Quattroporte V8 Evoluzione

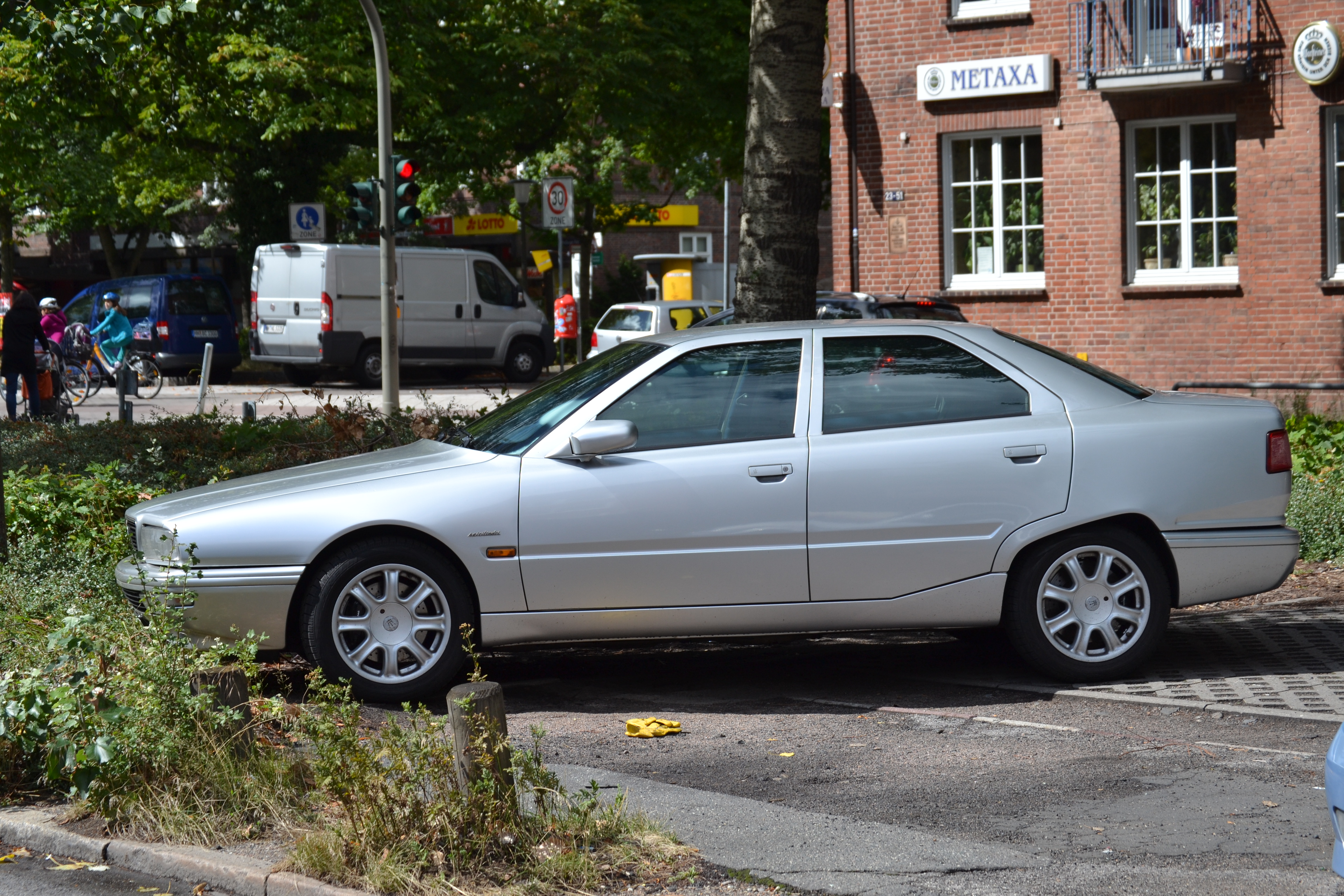
Keilform des Quattroporte IV

Der Quattroporte IV ist eine viertürige Limousine des italienischen Sportwagenherstellers Maserati, die von Frühjahr 1994 bis Ende 2001 in zwei Serien produziert wurde. Die werksinterne Bezeichnung des Modells ist Tipo 337. Der Quattroporte IV basierte auf der Ende 1981 eingeführten Technik des Maserati Biturbo. Er war die letzte Neuentwicklung des Unternehmens, bevor es 1994 von Fiat übernommen wurde.

## Hintergrund
Maserati stellte seit den frühen 1960er-Jahren neben zweisitzigen Sportwagen regelmäßig auch sportliche viertürige Limousinen her, die zum Marktsegment der Oberklasse gehörten. Der Quattroporte I wurde von Herbst 1963 bis Ende 1970 in 776 Einheiten hergestellt. Der Quattroporte III erschien im Sommer 1979 und lief bis Mitte 1986 mehr als 2000 Mal vom Band. Er gehört zu den erfolgreichsten Maserati-Modellen der sogenannten Vor-Biturbo-Ära. Von seinem Nachfolger, dem weitgehend baugleichen Royale, baute Maserati von Sommer 1986 bis Ende 1990 dagegen nur noch etwa 50 Exemplare.
Seit 1983 lag das Hauptaugenmerk des Unternehmens vielmehr auf der Biturbo-Reihe, von der im Laufe der Jahre immer neue Motorisierungs- und Karosserieversionen präsentiert wurden. Dem Coupé folgte ein Spyder und 1986 schließlich auch eine viertürige Limousine, die über 50 cm kürzer war als der Quattroporte III und anders als dieser nicht mit großen Achtzylindermotoren, sondern mit Sechszylinder-Turbomotoren ausgestattet war, die Hubräume von 2,0 bis 2,8 Litern hatten. Die letzten viertürigen Versionen hatten Vierventiltechnik und wurden bis 1994 in Italien als Maserati 4.24 und auf den Exportmärkten als Maserati 430 4v verkauft.
Der im Herbst 1993 vorgestellte und ab Frühjahr 1994 erhältliche Quattroporte IV löste die kleineren Biturbo-Viertürer ab und stand gleichzeitig in der Tradition der Oberklasselimousinen der Quattroporte-Reihe, auch wenn diese deutlich größer und exklusiver gewesen waren.

## Technik und Aufbau
Der Quattroporte IV war ein Modell des Übergangs. Er war in einer Zeit entstanden, in der noch Alejandro de Tomaso das Unternehmen leitete. Kurz nach seiner Markteinführung übernahm Fiat De Tomasos Anteile an Maserati. In der Fiat-Ära und auch nachdem Ferrari (ab 1997) die Leitung übernommen hatte, blieb der Quattroporte ein Bestandteil von Maseratis Modellpalette. Er diente in dieser Zeit als „ungeliebter Lückenfüller“, bis die auf Fiat-Technik beruhenden Maserati-Modelle der „neuen Generation“ verkaufsbereit waren. Dabei erfuhr er im Laufe seiner Produktionszeit zahlreiche Änderungen.

### Fahrwerk
Maserati verwendete für den Quattroporte IV die Bodengruppe und das Fahrwerk des Maserati Ghibli, der seinerseits ein Ableger des Biturbo-Coupés war. Der Radstand wurde dazu um 45 mm verlängert. An den Vorderrädern wurden MacPherson-Federbeine und Querlenker verwendet, hinten eine Schräglenkerachse. Vorne und hinten gehörten in vier Stufen einstellbare adaptive Dämpfer zur Serienausstattung, die von Koni entwickelt worden waren. Die hinteren Schräglenker sind zusammen mit dem Sperrdifferential auf einem Hilfsrahmen montiert. Die Zahnstangenlenkung war servounterstützt. Vorn und hinten gibt es Scheibenbremsen; ein Antiblockiersystem (ABS) wurde serienmäßig eingebaut.

### Karosserie

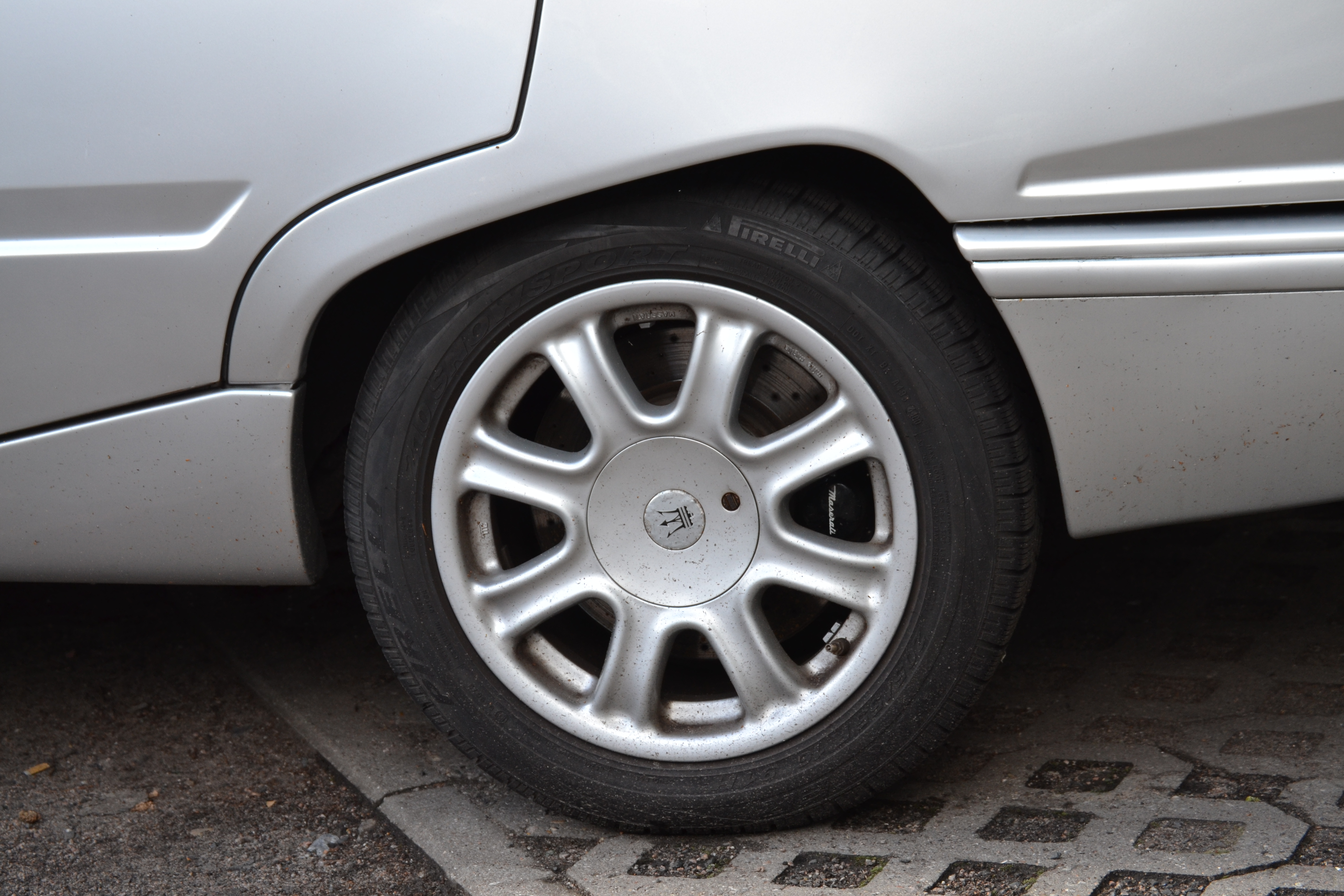
Marcello Gandinis Markenzeichen: angeschnittene Radläufe

Der Aufbau bestand aus gepresstem Stahlblech. Er wurde von dem Spezialbetrieb Golden Car in Caramagna Piemonte gefertigt.
Die Karosserie des Quattroporte IV wurde von Marcello Gandini gestaltet. Der Aufbau war keilförmig: Er hatte eine sehr niedrige Frontpartie und einen hoch angesetzten Kofferraum. Der Luftwiderstandsbeiwert lag nach Werksangabe bei 0,31. Ein besonderes Gestaltungsmerkmal waren die angeschnittenen hinteren Radläufe, ein Markenzeichen Gandinis, das sich bereits bei seinen früheren Entwürfen für Maserati (Shamal), aber auch für Lamborghini (Diablo) und Cizeta (V16T) gezeigt hatte.
Die Sitze waren serienmäßig mit Leder bezogen, das Armaturenbrett war mit Ulmenholz verkleidet.

### Motoren und Getriebe
Der Quattroporte war im Laufe der Zeit mit unterschiedlichen Motoren mit sechs oder acht Zylindern lieferbar. Ihnen gemein war die Aufladung mittels zweier Turbolader von IHI.

#### Sechszylinderversionen:Seicilindri

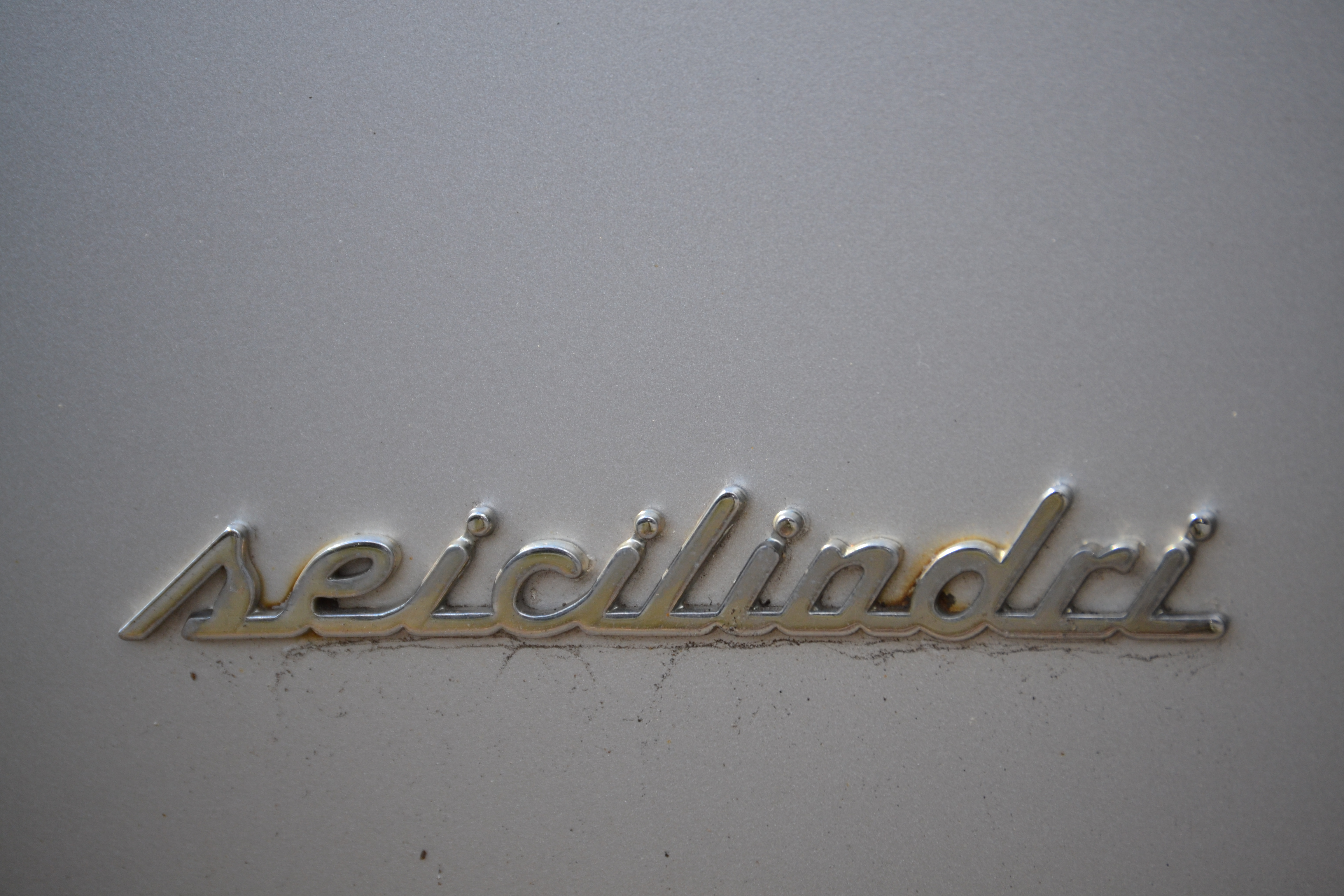
Logo des Sechszylinders

Die Basismotorisierung war ein 1.996 cm³ großer V6-Motor. Das Triebwerk hatte vier obenliegende Nockenwellen – zwei für jede Zylinderbank – und 24 Ventile. Die Gemischaufbereitung erfolgte über eine Weber-Multipoint-Benzineinspritzung. Das Triebwerk leistete 287 PS bei 6.500 Umdrehungen pro Minute. Es war im Hinblick auf die italienische Steuergesetzgebung konzipiert worden, die Motoren ab 2,0 Litern Hubraum hoch besteuerte. Es war ausschließlich auf dem italienischen Markt lieferbar.
Die Exportversionen des Quattroporte IV wurden von einer 2,8 Liter großen Version dieses Motors angetrieben. Er hatte eine niedrigere Verdichtung als das kleine Triebwerk. Das Drehmoment war deutlich höher, die Höchstleistung dagegen etwas geringer als in der 2,0-Liter-Version. Die Leistung wurde mit 284 PS bei 6.000 Umdrehungen pro Minute angegeben.
Die Kraftübertragung erfolgte bei den Sechszylindermodellen wahlweise durch ein manuell geschaltetes Sechsganggetriebe von Getrag oder – gegen Aufpreis – einer Viergangautomatik von ZF.

#### Achtzylinderversion:Ottocilindri

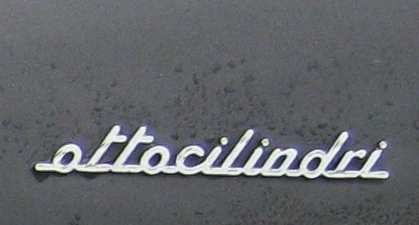
Logo des Achtzylinders

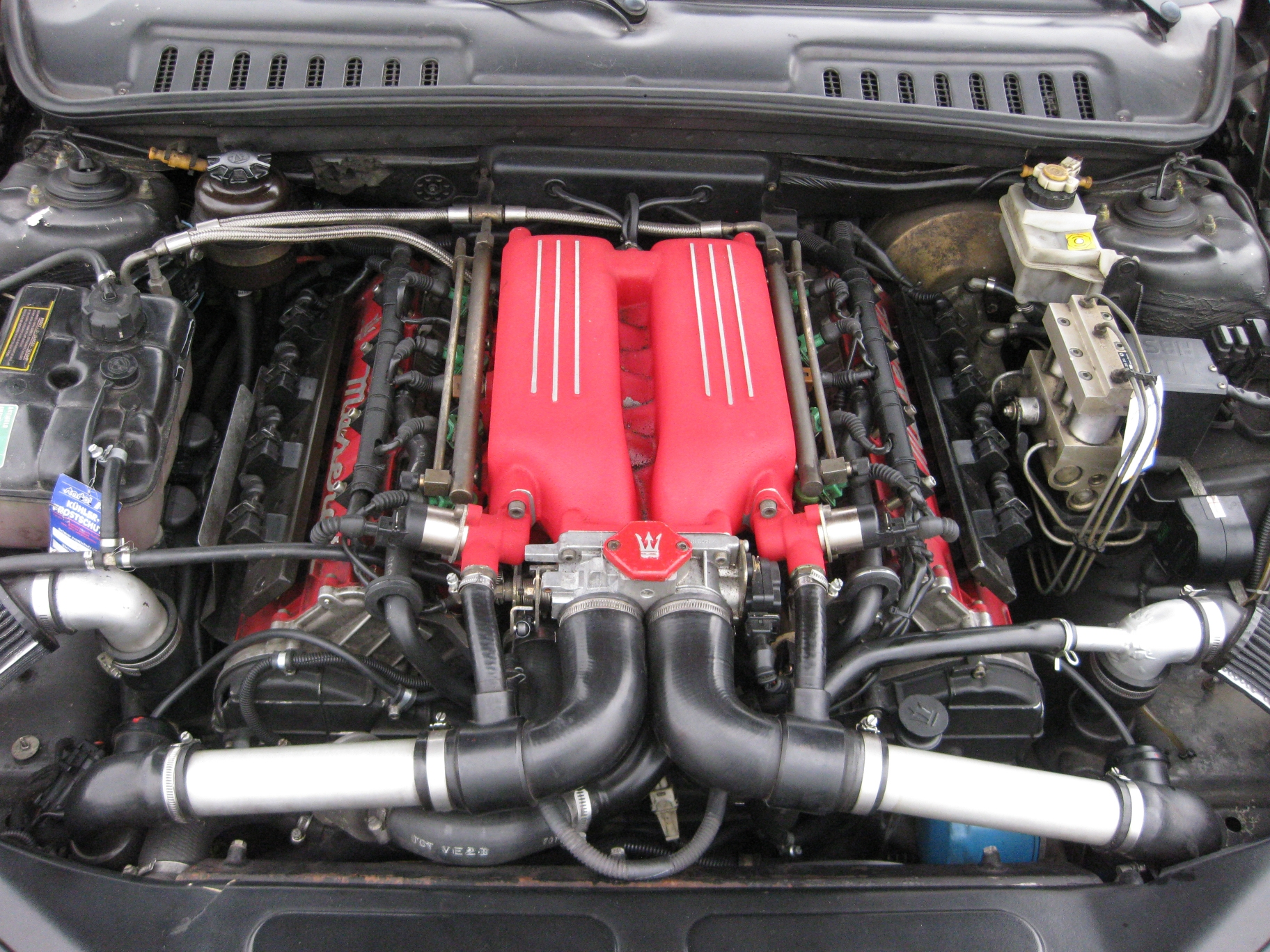
Achtzylindermotor

Ab 1996 war alternativ ein 3,2 Liter großer Achtzylindermotor lieferbar, der ebenfalls vier obenliegende Nockenwellen aufwies und 32 Ventile hatte. Das Triebwerk war ursprünglich für den Zweitürer Shamal entwickelt worden. Dort leistete es bis zu 326 PS. Für den Einsatz im Quattroporte IV wurde es in Details überarbeitet. Die maximale Leistung stieg auf 335 PS bei 6.400 Umdrehungen pro Minute an. Der Motorblock wurde bei Ferrari gegossen.
Anstelle der ZF-Automatik setzte Maserati bei den Achtzylindermodellen des Quattroporte IV eine Viergangautomatik von BTR ein. Hierbei handelte es sich in der Grundkonstruktion um ein BorgWarner-Getriebe, das das australische Unternehmen BTR für den Einsatz in leistungsstarken Holden-Limousinen modifiziert hatte. Die Automatik hatte Schaltprogramme für den normalen sowie für den Winter- und den Sportbetrieb.

### Fahrleistungen
Bei Sechszylinderversionen des Quattroporte IV erreichen die handgeschalteten Ausführungen nach Werksangaben eine Höchstgeschwindigkeit von 260 km/h; mit Automatikgetriebe war das Auto 5 km/h langsamer. Für die Beschleunigung von 0 auf 100 km/h benötigt die 2,8-Liter-Version 5,9 Sekunden. Der achtzylindrige Quattroporte erreicht mit manuellem Getriebe maximal 270 km/h, und 100 km/h waren nach 5,8 Sekunden erreicht.

## Versionen

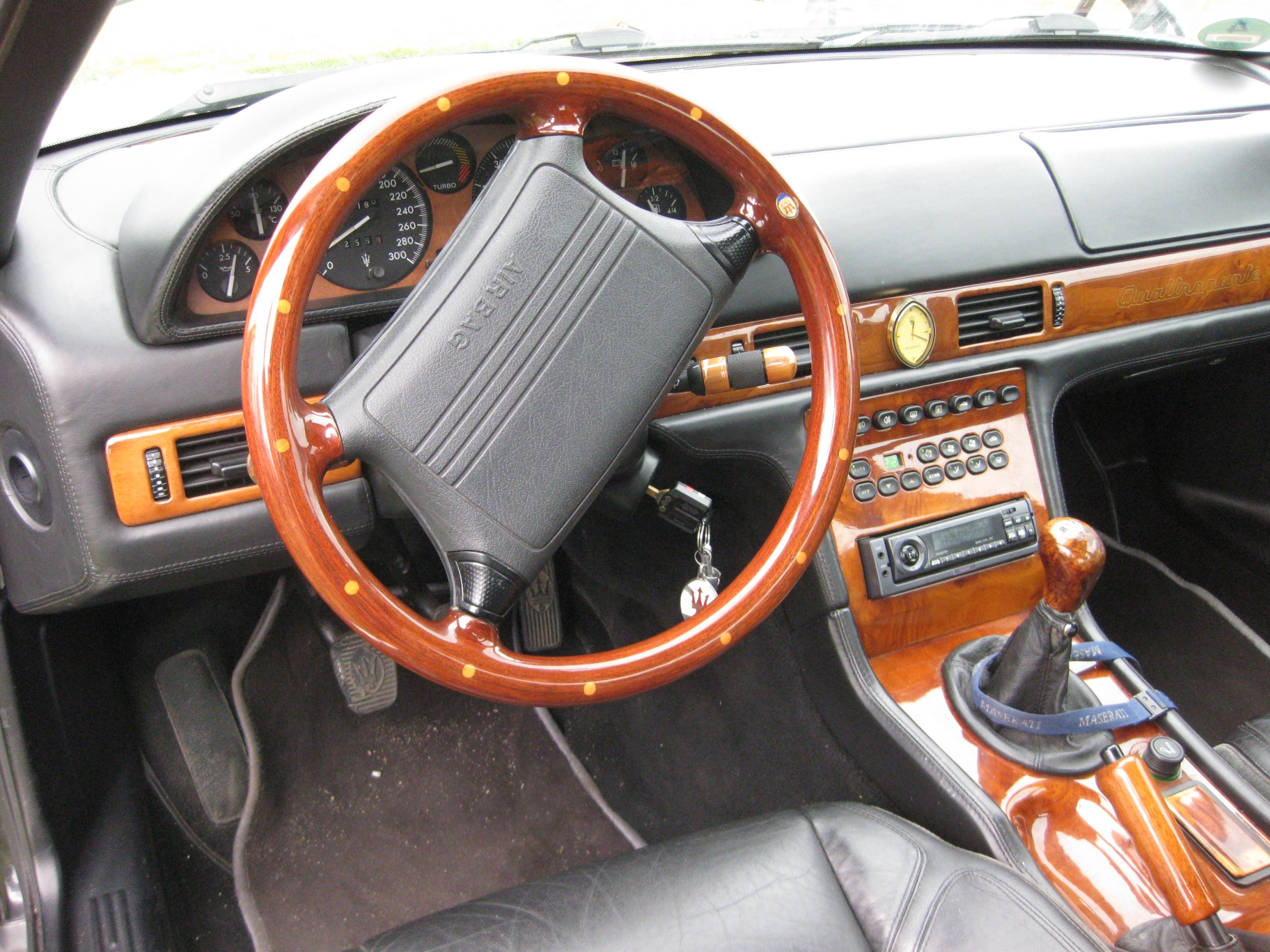
Innenraum des Achtzylinders

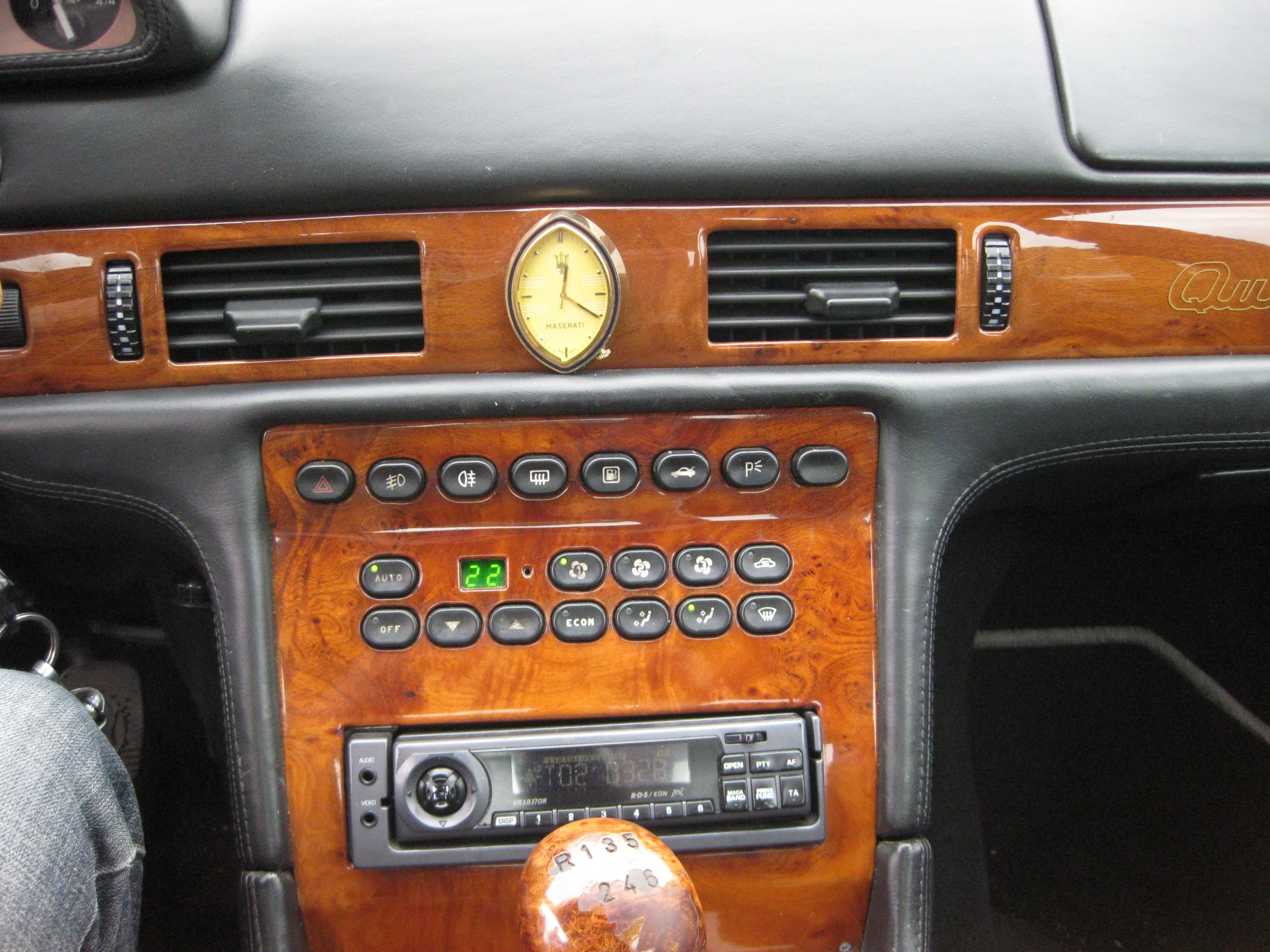
Mittelkonsole mit Cartier-Uhr

Der Maserati Quattroporte IV entstand in zwei Serien, die sich in Details voneinander unterscheiden. Wesentliche Einschnitte erfolgten zu Beginn des Jahres 1998. Auslöser war der Umstand, dass Fiat seine Maserati-Anteile auf Ferrari übertragen hatte. Maserati sollte unter Ferraris Führung die Konkurrenzfähigkeit zurückgewinnen, die das Unternehmen in den letzten Jahren der De-Tomaso-Ära verloren hatte. Ferrari stellte im Sommer 1997 zunächst die Produktion des Quattroporte ein. In den folgenden Monaten renovierte Ferrari die veralteten Fertigungsanlagen mit dem Ziel, die Verarbeitungsqualität zu erhöhen. Zugleich wurde der Quattroporte in einigen technischen Details überarbeitet. Maserati sprach in Pressemitteilungen von 1998 davon, dass über 400 Veränderungen vorgenommen worden sein.
- Die erste Serie wurde von 1994 bis 1997 produziert. Zu Beginn des Jahres 1996 wurde der Quattroporte anlässlich der Einführung des Achtzylindermodells geringfügig überarbeitet. Die neue Version unterschied sich von dem ursprünglichen Modell vor allem durch gestalterische Details. So entfielen einige Zierelemente, und die Position von Emblemen bzw. Schriftzügen wurde verändert. Von der ersten Serie entstanden 1.670 Exemplare.

- Ab Mai 1998 war die zweite Serie verfügbar, die für beide Motorisierungen den Zusatz Evoluzione erhielt. Zu den Verbesserungen, die Ferrari im Laufe des zweiten Halbjahrs 1997 erarbeitete, gehören modifizierte Zylinderköpfe, die einen leiseren Lauf bei hohen Geschwindigkeiten ermöglichen sollten, ferner gab es eine überarbeitete Kurbelwelle und neue Kolben. Auch der Innenraum wurde in Details neu gestaltet. Es gab nun zwei Airbags, einige Schalter waren neu gestaltet, und das Holz, das im Armaturenbrett verlegt war, hatte eine dunklere Farbe. Zudem vergrößerte Maserati die Liste der möglichen Sonderausstattungen.[3]

## Produktion
| Produktionszahlen | Produktionszahlen | Produktionszahlen | Produktionszahlen | Produktionszahlen |
|                   | Seicilindri 2,0   | Seicilindri 2,8   | Ottocilindri 3,2  | Summe             |
| ----------------- | ----------------- | ----------------- | ----------------- | ----------------- |
| Erste Serie       | 587               | 668               | 415               | 1670              |
| Evoluzione        | 200               | 190               | 340               | 730               |
| Summe             | 787               | 858               | 755               | 2400              |